# Вальд-Міхельбах
Вальд-Міхельбах (нім. Wald-Michelbach) — громада в Німеччині, знаходиться в землі Гессен. Підпорядковується адміністративному округу Дармштадт. Входить до складу району Бергштрасе.
Площа — 74,36 км2. Населення становить 10 613 ос. (станом на 31 грудня 2020).